# Raión de Srédniaya Ájtuba
El raión de Srédniaya Ájtuba (ruso: Среднеахту́бинский райо́н) es un distrito administrativo y municipal (raión) ruso perteneciente a la óblast de Volgogrado. Se ubica en el sureste de la óblast. Su capital es Srédniaya Ájtuba, aunque la localidad más poblada es Krasnoslobodsk.
En 2021, el raión tenía una población de 61 967 habitantes.
El raión se extiende sobre la orilla oriental del Volga, que lo separa de la capital regional Volgogrado. El ókrug urbano de Volzhski se enclava entre este raión y el citado río. La población se concentra en el sur del territorio distrital, donde numerosas localidades formalmente rurales son realmente zonas del área metropolitana de Volgogrado y Volzhski. Esta zona urbana se desarrolla en torno al primer tramo del río Ájtuba. La parte más meridional del raión es una llanura de inundación entre el Ájtuba y el Volga. El norte y centro del raión están menos poblados por extenderse ese territorio sobre una estepa, aunque alberga algunas localidades de cierto tamaño en la costa oriental del embalse de Volgogrado.

## Subdivisiones
Comprende el asentamiento de tipo urbano de Srédniaya Ájtuba (la capital distrital, que forma un ayuntamiento urbano sin pedanías), la ciudad de Krasnoslobodsk (la localidad más poblada, debido a su mayor cercanía a la capital regional) y 59 localidades rurales. De estas últimas, dos son pedanías del ayuntamiento urbano de Krasnoslobodsk, y las restantes 57 se agrupan en los siguientes diez asentamientos rurales:
- Koljóznaya Ájtuba
- Verjnepogrómnoye
- Kírovets (con sede en Lebiazhya Poliana)
- Kletski
- Krasni Sad
- Krasni Oktiabr
- Kúibyshev
- Rajinka
- Sujodol
- "Frúnzenskoye" (con sede en Zakutski)